# Polyrhachis atrovirens
Polyrhachis atrovirens é uma espécie de formiga do gênero Polyrhachis, pertencente à subfamília Formicinae.